# Cabos
Cabos（カボス）はファイル共有ソフトウェアである。Gnutella互換で、GPLで公開されており、日本製である。

## 概要
Cabosの基盤となっているネットワークエンジンはLimeWireである。LimeWireはその開発言語としてJavaが用いられているため、開発当初、Mac OS X環境下では、Javaの性能が発展途上で、グラフィカルユーザインタフェースの動作が緩慢であるという欠点があった。この欠点を補う目的で、Cabosはグラフィカルユーザインタフェース部分にREALbasicを用いて開発された。グラフィカルユーザインタフェースの設計はMac OS X用のGnutellaサーバント・ソフトウェアAcquisition（アキュイジッション）が参考にされている。REALbasicを用いて開発されたため、その後Mac OS版、そしてWindows版へと移植が比較的スムーズに行われた。2010年時点では世界28言語に翻訳されている。
2012年、LimeWireとFrostWireのホストキャッシュサーバー停止を受けてソフトウェアの配布が中止された。

## 日本国内における違法性を巡る出来事
- 2006年7月：LimeWireを利用し、漏洩した個人情報を入手しそれを元に不正アクセス、男性1名を逮捕
- 2008年11月：LimeWireを利用し、児童ポルノを共有、男性1名を逮捕
- 2009年11月：Cabos・LimeWireを利用し、児童ポルノを共有、男性10名を逮捕
- 2009年11月：LimeWireを利用し、猥褻動画を共有、男性1名を逮捕
- 2009年12月：Cabosを利用し、児童ポルノを共有、男性1名を逮捕
- 2010年1月：Cabos・LimeWireを利用し、児童ポルノを共有、男性48名を逮捕[4]
- 2010年2月：Cabosを利用し、音楽ファイルを共有、男性1名を逮捕[5]
- 2013年10月:Cabosを利用し、音楽ファイルを共有・公開した福岡県の男性が、熊本県警のサイバー犯罪対策室などにより送検される。[6]